# Magdalena Kochan
Magdalena Maria Kochan z domu Miłosz (ur. 28 stycznia 1950 w Szczecinie) – polska działaczka polityczna i samorządowa, nauczycielka i muzyk, posłanka na Sejm V, VI, VII i VIII kadencji (2005–2019), senator X i XI kadencji (od 2019).

## Życiorys
Córka Tadeusza i Alicji. Absolwentka II Liceum Ogólnokształcącego im. Mieszka I w Szczecinie. Uzyskała wykształcenie wyższe muzyczne i pedagogiczne, ukończyła studia w Państwowej Wyższej Szkole Muzycznej w Poznaniu w 1976. W tym samym roku podjęła pracę jako nauczycielka gry na fortepianie w Szkole Muzycznej I stopnia w Goleniowie. W 1966 wstąpiła do Związku Młodzieży Socjalistycznej, od 1970 do 1981 była członkinią Polskiej Zjednoczonej Partii Robotniczej, a w latach 1987–1989 należała do Stronnictwa Demokratycznego. W okresie 1994–2002 pełniła funkcję radnej Goleniowa, następnie do 2005 była radną powiatu goleniowskiego. W 1995 wstąpiła do Unii Wolności, w 1997 ubiegała się o mandat poselski z listy UW. Później dołączyła do Platformy Obywatelskiej. Z jej ramienia bezskutecznie kandydowała do Sejmu w wyborach parlamentarnych w 2001.
W wyborach w 2005 z listy PO została wybrana na posłankę V kadencji w okręgu szczecińskim. W wyborach parlamentarnych w 2007 po raz drugi uzyskała mandat poselski, otrzymując 17 052 głosy. W wyborach do Parlamentu Europejskiego w 2009 bezskutecznie ubiegała się o mandat europosłanki w okręgu gorzowskim, uzyskując 25 605 głosy.
W 2011 kandydowała w wyborach parlamentarnych z 2. miejsca na liście komitetu wyborczego Platformy Obywatelskiej w okręgu wyborczym nr 41 i po raz trzeci z rzędu uzyskała mandat poselski. Oddano na nią 14 198 głosów (3,73% głosów oddanych w okręgu). W wyborach do Parlamentu Europejskiego w 2014 ponownie bezskutecznie kandydowała na eurodeputowaną, otrzymując 7321 głosów. W 2015 z powodzeniem ubiegała się natomiast o poselską reelekcję (dostała 8972 głosy). W Sejmie VIII kadencji została zastępczynią przewodniczącego Komisji Polityki Społecznej i Rodziny oraz członkinią Komisji do Spraw Petycji.
W wyborach w 2019 została wybrana w skład Senatu X kadencji. Kandydowała z ramienia Koalicji Obywatelskiej w okręgu nr 98, otrzymując 135 041 głosów. W wyborach w 2023 z powodzeniem ubiegała się o senacką reelekcję (z wynikiem 176 969 głosów).

## Wyniki w wyborach ogólnopolskich
| Wybory | Komitet wyborczy                   | Komitet wyborczy      | Organ             | Okręg          | Wynik            |
| ------ | ---------------------------------- | --------------------- | ----------------- | -------------- | ---------------- |
| 1997   |                                    | Unia Wolności         | Sejm III kadencji | nr 44          | 1304 (0,41%)     |
| 2001   |                                    | Platforma Obywatelska | Sejm IV kadencji  | nr 41          | 2024 (0,60%)     |
| 2005   | Sejm V kadencji                    | Platforma Obywatelska | 6294 (2,04%)      | nr 41          |                  |
| 2007   | Sejm VI kadencji                   | Platforma Obywatelska | 17 052 (3,89%)    | nr 41          |                  |
| 2009   | Parlament Europejski VII kadencji  | Platforma Obywatelska | nr 13             | 25 605 (5,79%) |                  |
| 2011   | Sejm VII kadencji                  | Platforma Obywatelska | nr 41             | 14 198 (3,73%) |                  |
| 2014   | Parlament Europejski VIII kadencji | Platforma Obywatelska | nr 13             | 7321 (1,72%)   |                  |
| 2015   | Sejm VIII kadencji                 | Platforma Obywatelska | nr 41             | 8972 (2,36%)   |                  |
| 2019   |                                    | Koalicja Obywatelska  | Senat X kadencji  | nr 98          | 135 041 (58,29%) |
| 2023   | Senat XI kadencji                  | Koalicja Obywatelska  | 176 969 (62,90%)  | nr 98          |                  |

## Odznaczenia i wyróżnienia
W 2010 za działalność społeczną na rzecz dzieci została wyróżniona przez rzecznika praw dziecka. W 2015 odznaczono ją Orderem Uśmiechu.